# 报春石斛
报春石斛（学名：Dendrobium primulinum）为兰科石斛属下的一个种。

## 扩展阅读
- 維基物種上的相關：报春石斛